# 肯亞財政法案抗議活動
肯亞財政法案抗議活動是肯亞針對肯亞政府在議會提出的「2024年財政法案」擬議的增稅法案正在進行的一系列分散式大規模抗議活動。

## 历史
2024年5月，擬議的增稅遭到了特別關注增稅的年輕肯亞人的嚴厲批評，這些年輕的肯亞人「引導了抗議活動」。他們最初使用TikTok和Instagram等社群媒體平台進行線上動員。年輕活動人士散發行動呼籲，將該法案翻譯成多種當地語言，使用人工智慧工具ChatGPT回答有關該法案的問題，並洩露政治領導人的電話號碼，以便讓抗議者透過簡訊和WhatsApp訊息向他們發送電子郵件。
6月18日，奈洛比開始了和平抗議活動，引發了廣泛譴責的逮捕行動。6月19日，議會修改了該法案，刪除了一些有爭議的條款。然而，該法案第二天仍然獲得通過，引發全國範圍內的抗議活動並與安全部隊發生嚴重衝突。6月25日，抗議者衝進議會大樓，導致與警察發生衝突，造成至少19人死亡，多人受傷。
6月26日，肯亞總統威廉·魯托向全國發表講話，通知他不會簽署2024年財政法案，並表示該法案將被撤回，他已與該黨議員達成協議，將此作為他們的全體立場。